# Kaiserebersdorfer Friedhof

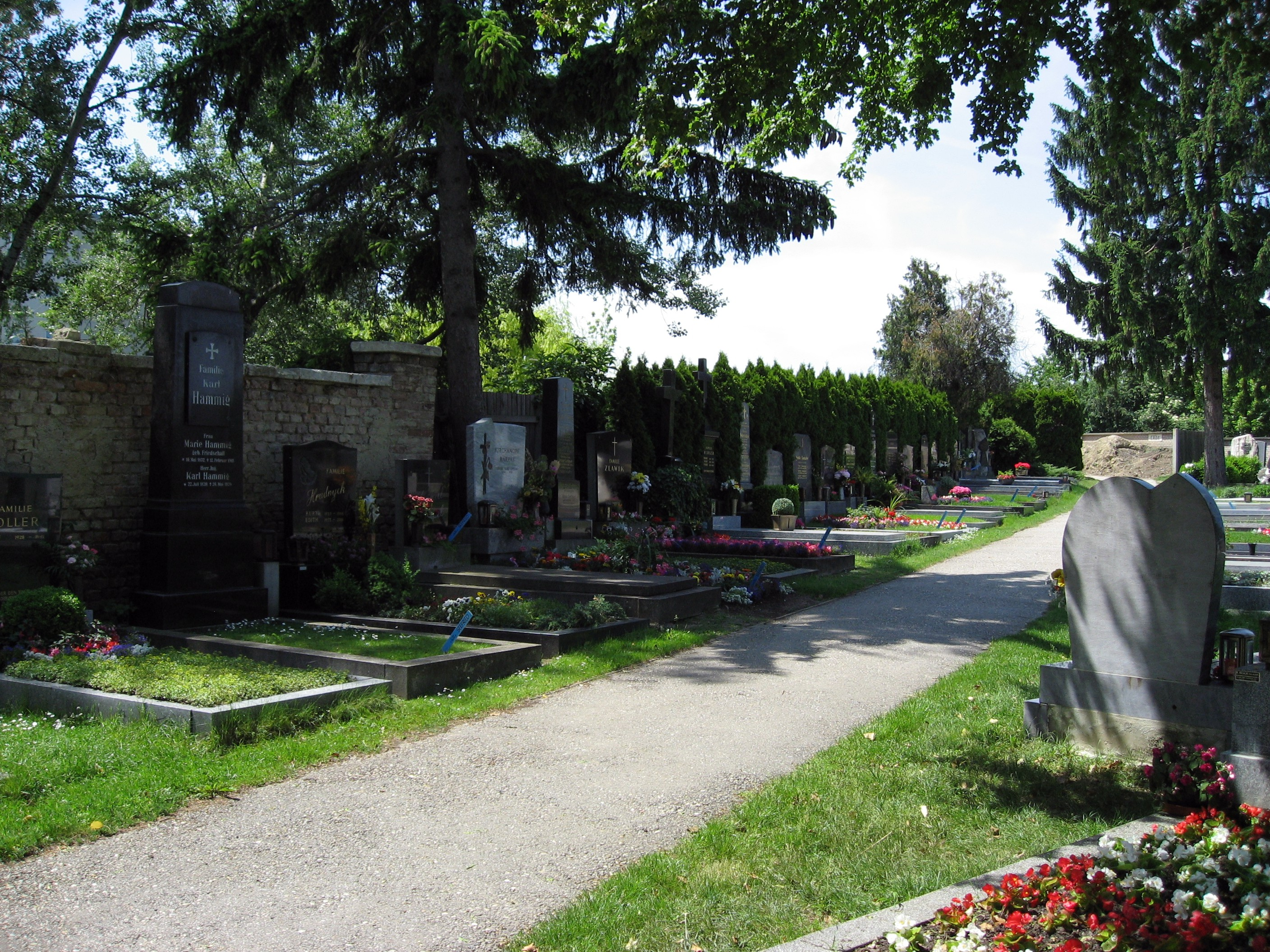
Gräberreihe auf dem Kaiserebersdorfer Friedhof

Der Kaiserebersdorfer Friedhof ist ein Friedhof im 11. Wiener Gemeindebezirk Simmering. Er liegt im Westen des Bezirksteils Kaiserebersdorf.

## Lage und Größe
Der Kaiserebersdorfer Friedhof liegt im Westen von Kaiserebersdorf an der Meidlgasse (Adresse: Thürnlhofstraße 27). Der Friedhof umfasst eine Fläche von 12.060 m² und beherbergt 1.135 Grabstellen.

## Geschichte

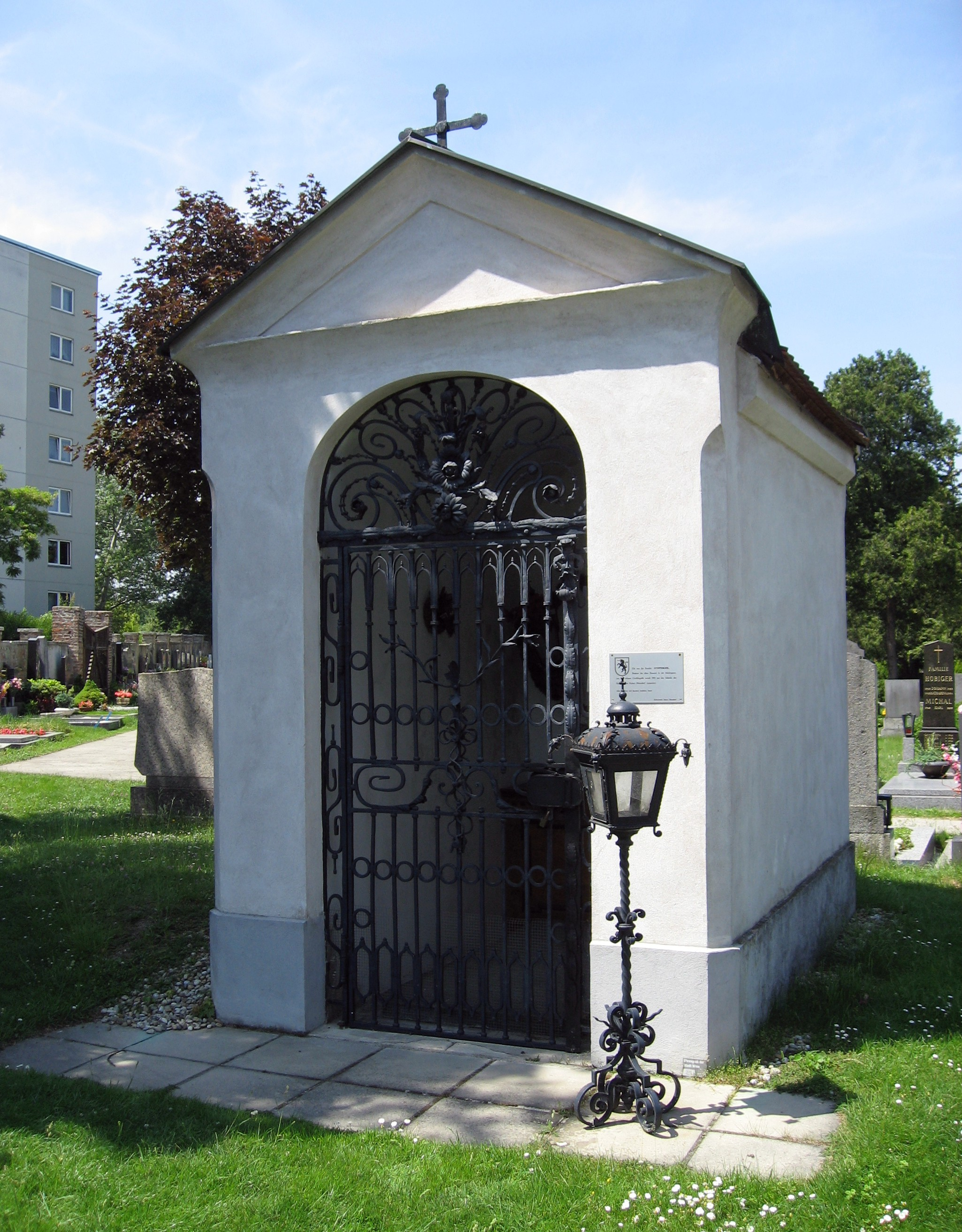
Die 1875 errichtete Gruftkapelle der Bierbrauer-Familie Stipperger

Das Gründungsdatum des Kaiserebersdorfer Friedhofs ist nicht überliefert. Ein erster Friedhof in Kaiserebersdorf dürfte ursprünglich um die mittelalterliche Kirche angelegt worden sein, später wurde legte man einen Friedhof außerhalb des Dorfes an. In einem Schreiben teilte die Gemeinde am 15. Jänner 1681 mit, dass die der heiligen Dreifaltigkeit geweihte Kapelle „an einem bequemen Ort alsgleich in Gottesacker an erbaut worden“ sei. Der Standort der mittlerweile nicht mehr existierenden Kapelle stimmte mit der Lage des heutigen Friedhofs überein, weshalb die Existenz des Friedhofs mit dem Jahr 1681 belegt ist. Aus welchem Grund die Verlegung stattgefunden hat, eventuell aus Schutz vor wiederkehrenden Hochwässern oder der Nähe zum kaiserlichen Jagdschloss, lässt sich heute nicht mehr rekonstruieren. Neben dem Ortsfriedhof existierte in Kaiserebersdorf auch ein Pestfreythof, der letztmals 1785 belegt wurde. Er soll sich hinter dem Haus Schmidgunstgasse 57 befunden haben. Die Opfer der Choleraepidemie 1866 wurden am heutigen Zehngrafweg auf dem freien Feld beerdigt.
1877 wurde der Ortsfriedhof erweitert. Das Friedhofskreuz wurde 1882 von Josefa Sonnleitner gestiftet.
1905 umfasste das Friedhofsgelände eine Fläche von 7.819 m². Erweiterungsflächen waren zu diesem Zeitpunkt nicht vorhanden. Daher wurde 1913 der Ankauf von Grundstücken im Umfang von 4.561 m² genehmigt und 1915 vollzogen. Die Erweiterungsfläche weihte man jedoch nicht, da man auch Nichtchristen eine Beerdigung ermöglichen wollte. Eine Wasserentnahmestelle konnte im Mai 1919 in Form eines Brunnens geschaffen werden, nachdem der Anschluss an die Wiener Hochquellenwasserleitung infolge des Fehlens von Rohren und Dichtungsmaterial gescheitert war. Auf Grund der zunehmenden Verbauung der umliegenden Gebiete war der Friedhof bereits vor dem Zweiten Weltkrieg für eine baldige Auflassung vorgesehen. Dennoch wurde nach dem Krieg zwischen 1945 und 1951 die Einfriedungsmauer, das Friedhofstor und das Friedhofskreuz instand gesetzt und eine elektrische Leitung gelegt.
1965 beschloss der Gemeinderat schließlich die Sperre von 16 Wiener Friedhöfen bis 1975 und deren Auflassung bis zum Jahr 1985. Im Mai 1975 verlängerte der Gemeinderat die Sperrfrist für Belegungen bis 1985. Daher wurde auch der Aufbahrungsraum am Kaiserebersdorfer Friedhof noch 1976 renoviert. Nach einer Volksbefragung der Wiener Bürger im Jahr 1980 hob der Gemeinderat die Sperre der 16 Friedhöfe wieder auf. 1982 bis 1983 folgte die Einziehung heimgefallener Gräber, sodass wieder neue Grabstellen vergeben werden konnten. Für den nun wieder stärker genutzten Friedhof entwarf die Architektin Gisela Muhrhofer eine neue Aufbahrungshalle, die in unmittelbarer Nähe der alten Halle 1985/86 errichtet wurde. Den Aufbahrungsraum gestaltete Christof Riccabona, das Altarkreuz entwarf Rudolf Friedl. Die neue Aufbahrungshalle wurde am 10. November 1986 eingeweiht, die nahe liegende alte Halle wurde 1987 renoviert und mit Räumlichkeiten für die Friedhofsverwaltung versehen.

## Ehrenhalber gewidmete Gräber

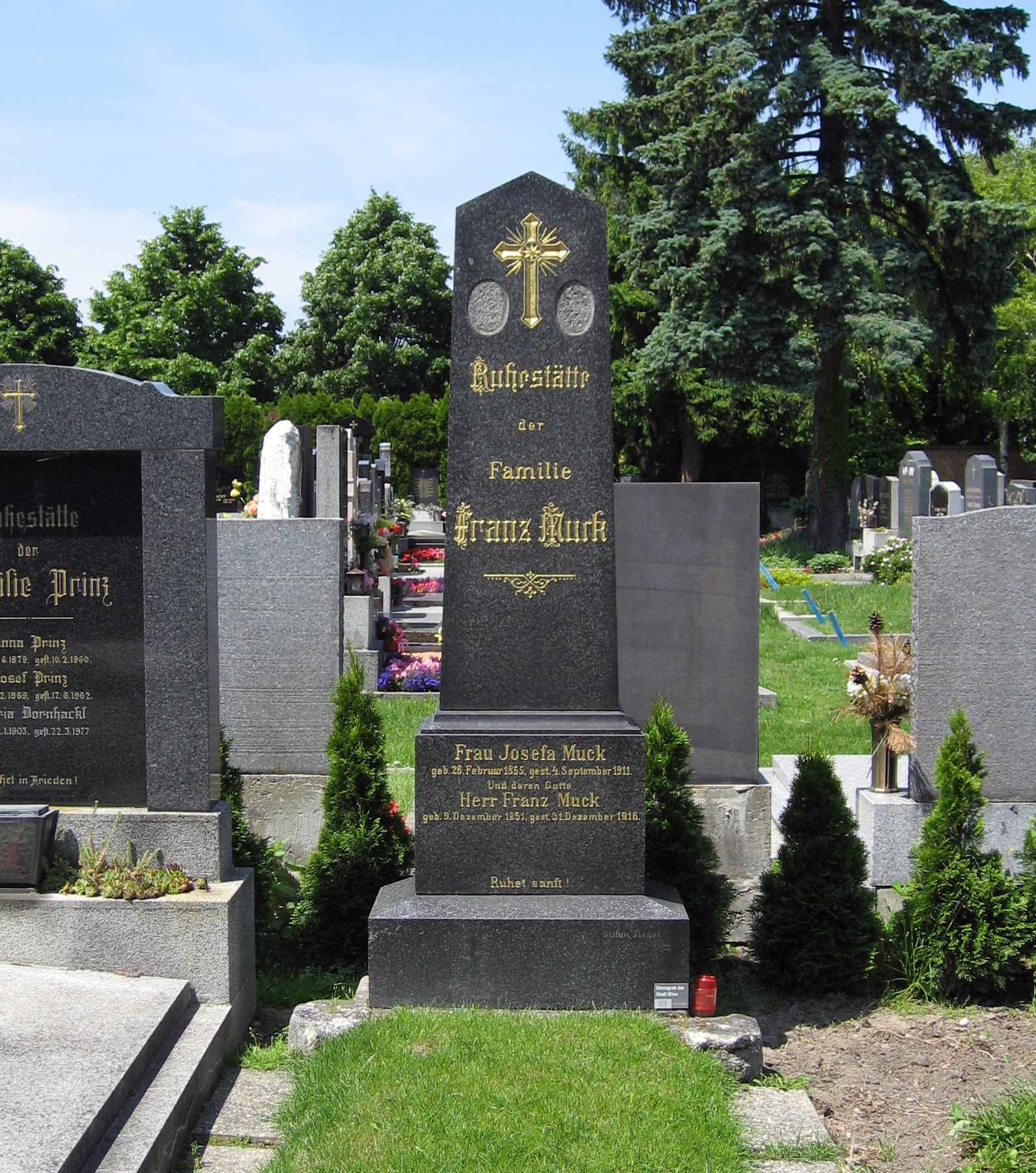
Grabstelle von Franz Muck

Der Kaiserebersdorfer Friedhof weist zwei ehrenhalber gewidmete Gräber auf.
| Name                                          | Lebensdaten | Tätigkeit                |
| --------------------------------------------- | ----------- | ------------------------ |
| Franz Muck                                    | 1851–1916   | Bürgermeister von Albern |
| Familie Stipperger-Rosenthal (30 Verstorbene) |             |                          |

## Grabstätten bedeutender Persönlichkeiten
| Name           | Lebensdaten | Tätigkeit |
| -------------- | ----------- | --------- |
| Josef Pointner | 1920–2018   | Ingenieur |